# 尤爾基夫齊 (切爾諾夫策州)
48°30′8″N 25°56′4″E / 48.50222°N 25.93444°E
尤爾基夫齊（烏克蘭語：Юрківці）是位於烏克蘭西南部的村莊，由切爾諾夫策州切爾諾夫策區的尤爾基夫齊市鎮負責管轄，並為該市鎮的行政中心。該村海拔高度264米，2001年人口1,846，99%居民使用烏克蘭語。